# Bernard Berisha
Bernard Berisha (ur. 24 października 1991 w Peciu) – kosowski piłkarz grający na pozycji napastnika. Od 2017 roku zawodnik rosyjskiego Achmatu Grozny.

## Życiorys

### Kariera klubowa
Karierę rozpoczął w klubie ze swojego rodzinnego miasta KF Besa Peć. Po sezonie trafił do albańskiej Besy Kavaja. Po dwóch latach gry w tym klubie odszedł do Skënderbeu Korcza. Z Albanii w 2016 roku trafił do Rosji, jego nowym klubem stał się Anży Machaczkała. Na początku 2017 roku przeniósł się do czeczeńskiego Tereku Grozny.

### Kariera reprezentacyjna
Debiut w reprezentacji Kosowa zaliczył 3 czerwca 2016 w towarzyskim meczu z Wyspami Owczymi (wygranym przez Kosowo 2:0). W reprezentacji do tej pory rozegrał 18 meczów i strzelił jedną bramkę.